# Драгољуб Гошић
Драгољуб Гошић (Гроцка, 1. септембар 1882 – Београд, 9. април 1948) био је српски глумац и редитељ, значајна појава у развоју позоришне уметности првих пет деценија 20. века код нас.

## Биографија
Током своје глумачке каријере Драгољуб Гошић био је ангажован у позориштима у Новом Саду, Осијеку, Београду. Највећи број улога остварио је у Београду, где се после Првог светског рата појавио скоро три хиљаде пута пута пред публиком.
Према оцени критике издвајају се улоге хаџи Томе у Станковићевој „Коштани“ и Игнаца Глембаја у комаду „Господа Глембајеви“ Мирослава Крлеже.
Као режисер реализовао је деветнаест позоришних комада, углавном из националног репертоара, међу којима су: „Хајдук Станко“, „Зона Замфирова“, „Госпођа министарка“, „Коштана“. Био је режисер прве послератне премијере „Госпође министарке” која је изведена 10. октобра 1945. године на сцени Мањежа, друге зграде београдског Народног позоришта, са Невенком Микулић у главној улози.
Позоришну ангажованост Драгољуб Гошић завршава професорском делатношћу у Драмском студију Народног позоришта у Београду. Његови савременици и колеге су били Чича Илија Станојевић, Жанка Стокић, Добрица Милутиновић, Сава Тодоровић и други.